# Samhyang-eup
Samhyang-eup (koreanska: 삼향읍)  är en köping  i kommunen Muan-gun i provinsen Södra Jeolla i den sydvästra delen av Sydkorea, 280 km söder om huvudstaden Seoul. Provinsförvaltningen för Södra Jeolla ligger i Samhyang-eup. 